# ローズ・ワイルダー・レーン
ローズ・ワイルダー・レーン（英語: Rose Wilder Lane, 1886年12月5日 - 1968年10月30日）は、アメリカ合衆国のアメリカのジャーナリスト、旅行作家、小説家、政治理論家である。
アメリカ合衆国の作家、『大草原の小さな家』シリーズで有名なローラ・インガルス・ワイルダーの娘だった。同じく女流作家のアイン・ランドとイザベル・パターソンと共に、レーンはアメリカの自由主義運動の最も影響力のある支持者の 1 人として知られる。

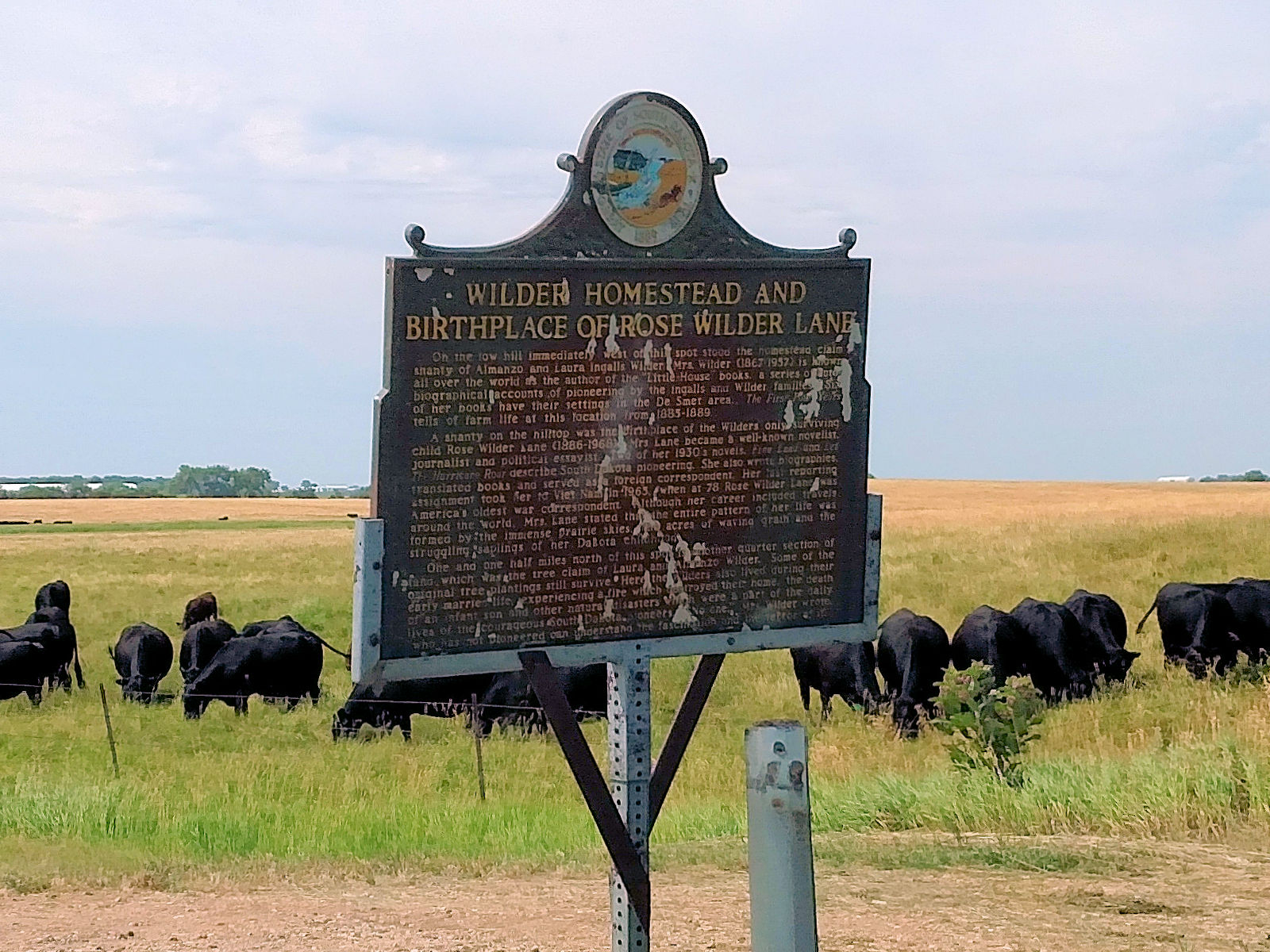
レーンが生まれた場所にある道標

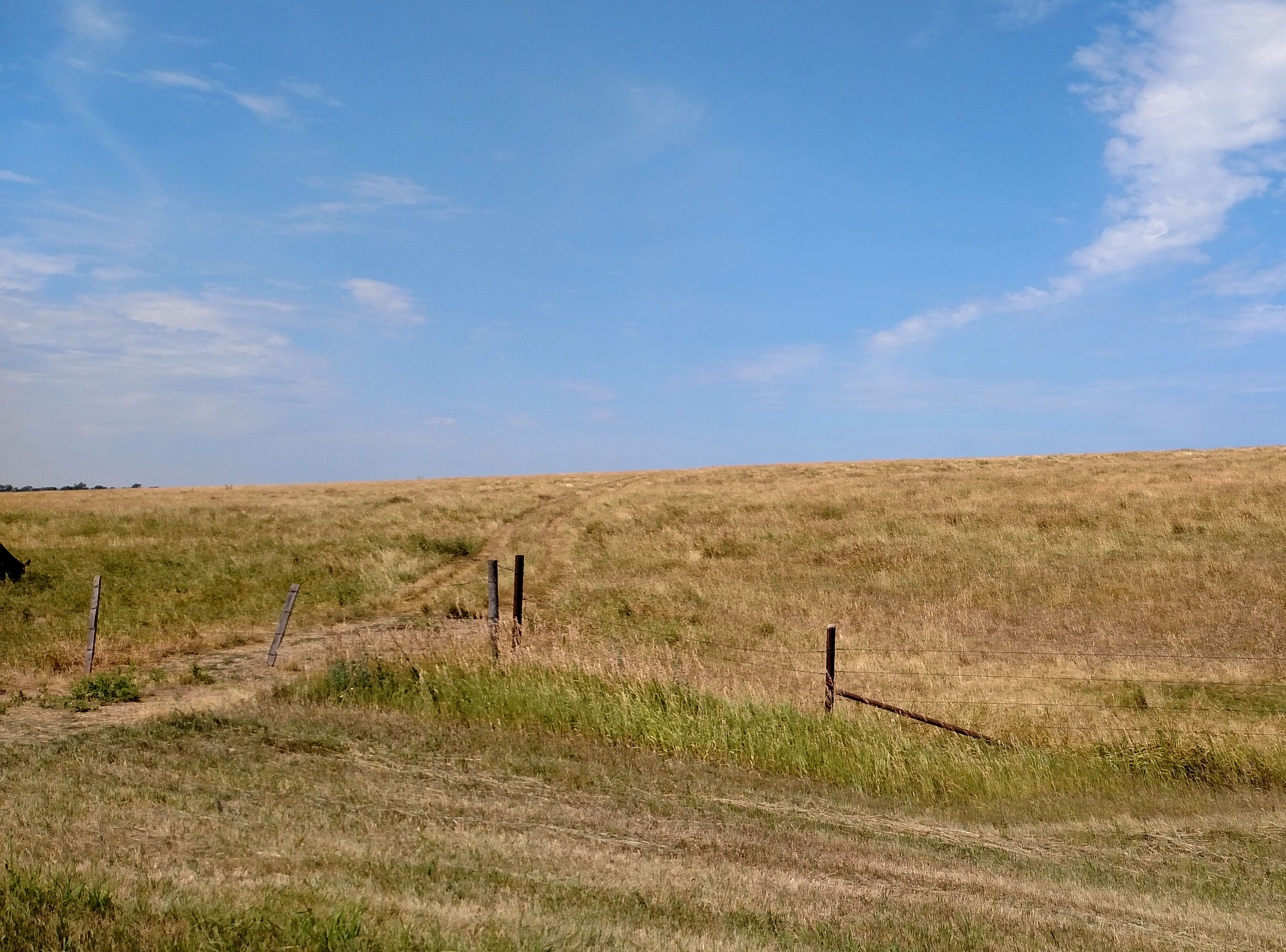
サウスダコタ州デスメットのワイルダー家屋敷の場所、ここでレーンが生まれた

## 生い立ち
レーンは、ローラ・インガルス・ワイルダーとアルマンゾ・ワイルダーの最初の子供であり、この両親の子供の中で成人したのは彼女一人である。サウスダコタ州デスメットでの彼女の幼少期は、相次ぐ不作、病気、慢性的な経済的困難のため、両親にとって困難な時期であった。当時、家族は何度か引っ越しをし、ミネソタ州、フロリダ州で親戚と暮らし、サウスダコタ州デスメットに一時的に戻った後、1894 年にミズーリ州マンスフィールドに定住した。そこで、両親は最終的に酪農場と果樹園を設立した。彼女は伯母のイライザ・ジェーン・ワイルダーと同居し、ルイジアナ州クロウリーの中等学校に通い、1904年に7年生で卒業した。彼女の知性と野心は、3年間のラテン語を 1年間に短縮する能力と、クロウリーの高校を首席で卒業したことによって実証された。学業での成功にもかかわらず、彼女は両親の経済状況の窮迫のため大学に通うことは出来なかった。

## 初期のキャリア、結婚と離婚
高校卒業後、レーンはマンスフィールドの実家に戻り、マンスフィールド駅で働きながら電信を学んだ。マンスフィールドの若い女性に開かれた選択肢に満足できず、1905 年初頭までに、彼女はミズーリ州セデーリアのウェスタン・ユニオンで働いた1906 年までに、レーンはカンザスシティのミッドランド ホテルで電信技師として働いた。。次の5年間、レーンはミズーリ州、インディアナ州、カリフォルニア州で電信技師として働いた。
1908 年、レーンはカリフォルニア州サンフランシスコに移り、フェアモント・ホテルで電信技師として働いた。1909 年 3 月、レーンはセールスマンで、プロモーター、時には新聞記者を務めたクレア・ジレット・ レーンと結婚した。レーン夫妻がカンザスシティで再会したことを示唆する証拠が存在し、レーンの日記は彼女が将来の夫と合流するためにサンフランシスコに引っ越したことを暗に明かしている。結婚して間もなく、レーンはウエスタン・ユニオンでの仕事を辞め、夫婦はさまざまな計画を促進するために米国中を旅をした。レーンはすぐに妊娠した。
公的記録によると、レーンは次の11月にソルトレイクシティに滞在している間に、未熟児の死産の息子を出産した。カンザスシティでのその後の手術により、彼女は子供を産むことができなくなった可能性がある。 この話題は、子供の喪失に対処していた親しい友人に同情と理解を表明するために、乳児の死から数年後にレーンによって書かれた少数の既存の手紙で簡単に触れられている。その後数年間、レーン夫妻はミズーリ州、オハイオ州、ニューヨーク州、メイン州に滞在して一緒に、または別々にさまざまなプロモーションや広告プロジェクトに取り組むなど、遊牧民のような生活を続けた。
彼女の両親への手紙は、のんきな存在を描写していたが、レーンのその後の日記の記載や多数の自伝的な雑誌の記事から推察すると、この当時の彼女は自身の結婚に落ち込んで幻滅していたようである。
彼女は、自分の知的な関心が夫との生活に合わないと感じていた。ある報告では、彼女がクロロホルムを飲んで自殺を図ったが、翌朝、頭痛と人生の新たな目的意識で目覚めただけだった。
この数年間、レーンは正式な教育を受けていないことを痛感し、貪欲に本を読み、いくつかの言語を独学した。彼女の作家としてのキャリアは 1908 年頃に始まり、時折フリーランスの新聞の仕事をして、欲しかった余分な現金を稼いでいた。
1913 年と 1914 年に、レーン夫妻は現在の北カリフォルニアのサンノゼ(シリコン・バレー地域)の農地を売却した。より多くの契約を受けるために別々に働くことが条件であることが多く、レーンは2人のうち、より優れた販売員であることが明らかになった。何度かの別居期間があり、最終的に友好的な話し合いにより、結婚生活は幕を引いた。レーンの日記は、離婚後の数年間に数人の男性とロマンチックな関係を結んでいたを明らかにしているが、彼女自身は再婚することはなく、最終的には独身でロマンチックな交際を自由に楽しむことを選択した。
アメリカが第一次世界大戦に参戦するという脅威は、不動産市場を深刻に弱体化させていたので、1915 年の初めに、レーンは、仕事上の友人から、サンフランシスコ・ブレティンのスタッフに編集補佐として入ってほしいというオファーを受け入れた。
この一時しのぎが、運命の分かれ道になった。 彼女は、彼女自身の作家としての才能だけでなく、他の作家のための非常に熟練した編集者としても、すぐに編集者の注目を集めることになった。やがて、彼女の写真と署名欄がブレティン紙にに毎日掲載されるようになり、お決まりの恋愛小説の連載が一度に何週間も掲載されるようになった。
ヘンリー・フォード、チャーリー・チャップリン、ジャック・ロンドンの人生に関するレーンの直接の証言とハーバート・フーバーは本の形で出版された。
1915 年後半、レーンの母親は数か月間サンフランシスコを訪れた。彼らは一緒にパナマ太平洋国際博覧会に出席した。この訪問の詳細と 1915 年のワイルダーの日常生活は、1974 年に出版されたウェスト・フロム ホームにあるワイルダーの夫への手紙に保存されている。レーンと彼女の夫は、失業中の彼と一緒に暮らし、母親の2か月の訪問中に仕事を探していたと記されている。別居は隠蔽されたか、まだ別々の世帯が関与していなかったようである。

## フリーライターとしてのキャリア
1918年までに、レーンの結婚は正式に終わり、彼女は勤務先の"サンフランシスコ・ブレティン"の編集長のフリーモント・オールダーが辞任してことから、ここでの仕事を辞めた。この時点で、レーンはフリーランスのライターとしてのキャリアをスタートすることになった。この時期から 1940 年代初頭にかけて、彼女の作品は、ハーパーズ、サタデー・イブニング・ポスト、サンセット、グッド・ハウスキーピング、レディース・ホーム・ジャーナルなどの主要な出版物に定期的に掲載されるようになった。彼女の短編小説のいくつかはO. ヘンリー賞にノミネートされ、いくつかの小説はトップセラーになっている。
レーンはハーバート・フーバーの最初の伝記作家となり、1920年に『サンセット』誌の編集者であるチャールズ・K・フィールドと共同で『ハーバート・フーバーのメイキング』を執筆した。
この本は、フーバーが 1929 年に大統領になるかなり前に出版された。
フーバーの友人であり、彼女の残りの人生に渡ってフーバーの一生についての擁護者であったローズの個人的な論文の多くは、後にウェスト・ブランチのハーバート フーバー図書館のローズ・ワイルダー・レーン・コレクションに含まれることになった。アイオワ。レーンの論文には両者間の実際の通信はほとんど含まれていないが、フーバーポスト大統領個人シリーズには、1936 年から 1963 年までのレーンの通信のファイルが含まれている。
彼女は中年期に自己不信とうつ病の定期的な発作に苦しみ、双極性障害であると診断されていた。 
これらのうつ病に苦しんだ時期に、レーンは自分の執筆活動をすることはできなかったが、他の有名作家のゴーストライターまたはサイレントエディターとしての仕事は簡単に見つけることが出来た。1928 年、レーンはアメリカに戻り、両親の農場で暮らした。書籍や短編小説のセールス、成長する株式市場への投資に自信のあった彼女は、自由にお金を使い、農場の敷地内に両親のために新しい家を建て、自分自身のために農家をリノベーションし、作家の友人も次々と訪ねてきた。
レーンの時折の従軍記者としての仕事は、第一次世界大戦後のヨーロッパでアメリカ赤十字社広報局に勤務したことから始まった。彼女は 1965 年まで赤十字社に勤務し続け、78 歳のときにベトナムから雑誌"ウーマンズデイ"に「女性の視点」を提供するために記事を書いている。彼女は赤十字の一員としてヨーロッパとアジアを広範囲に旅をした。1926年、レーン、ヘレン・ドレ・ボイルストン、およびフランス人のメイドは、ゼノビアと名付けた車(Tフォード)でフランスからアルバニアに旅行しました。"ゼノビアとの旅 :フォードTモデルでのフランスからアルバニアへ"という旅の記録は、1983年に出版された。レーンはアルバニアに夢中になり、1920 年代に数年間、パリに滞在したり、ミズーリ州にある両親のロッキー・リッジ・ファームに滞在したりしながら、長期にわたってアルバニアに住んでいた。彼女はレックス・メタ ( [rɛd͡ʒ mɛta]と発音 )という名前のアルバニア人の少年を非公式に養子にしました。
彼女は後にケンブリッジ大学での彼の教育を後援した。 彼はアルバニア政府に仕え、イタリアのファシストとアルバニアの共産主義者の両方によって 30 年以上投獄され、1985 年にティラナで死亡した。

## 文学的共同作業
母親ローラ・インガルス・ワイルダーの「大草原の小さな家」シリーズにおけるレーンの役割は不明のままである。
彼女の両親は、彼女の助言に従って彼女のブローカーに投資し、市場が暴落したとき、ワイルダー夫妻は困難な時期に直面した。レーンは 46 歳のときに農場にやって来た。離婚し、子供もおらず、生活を維持するための最小限の資金しかなかった。
1930年後半、レーンの母親は、彼女の過酷な開拓に携わった"開拓者の少女"(Pioneer Girl)時代を当事者本人の言葉で物語るお話を書き始めた。レーンはそれに気づき、出版界でのつながりを利用しようとした。
レーンが出版関係を通じて"開拓者の少女"を売り込もうとしたにもかかわらず、原稿は何度も却下された。ある編集者は、最初から子ども向けの小説を作ることを勧めた。ワイルダーとレーンはこのアイディアに取り組み 、その結果が「大きな森の小さな家」になった。1931年後半にハーパー&ブラザーズが出版を引き受け、1932年に棚晒しにされていたこの本の成功により、若いローラが青年期に至るまでシリーズを続けることが決定的になった。「最初の4年間」は、1968年にレーンが亡くなった後、原稿として発見された。
ワイルダーは、結婚生活の最初の4年間との開拓民の生活のさまざまな苦労について原稿を書いていたが、出版する意図はなかった。ただし、1971 年には「小さな家」シリーズの第 9 巻になった。

## 小説の成功

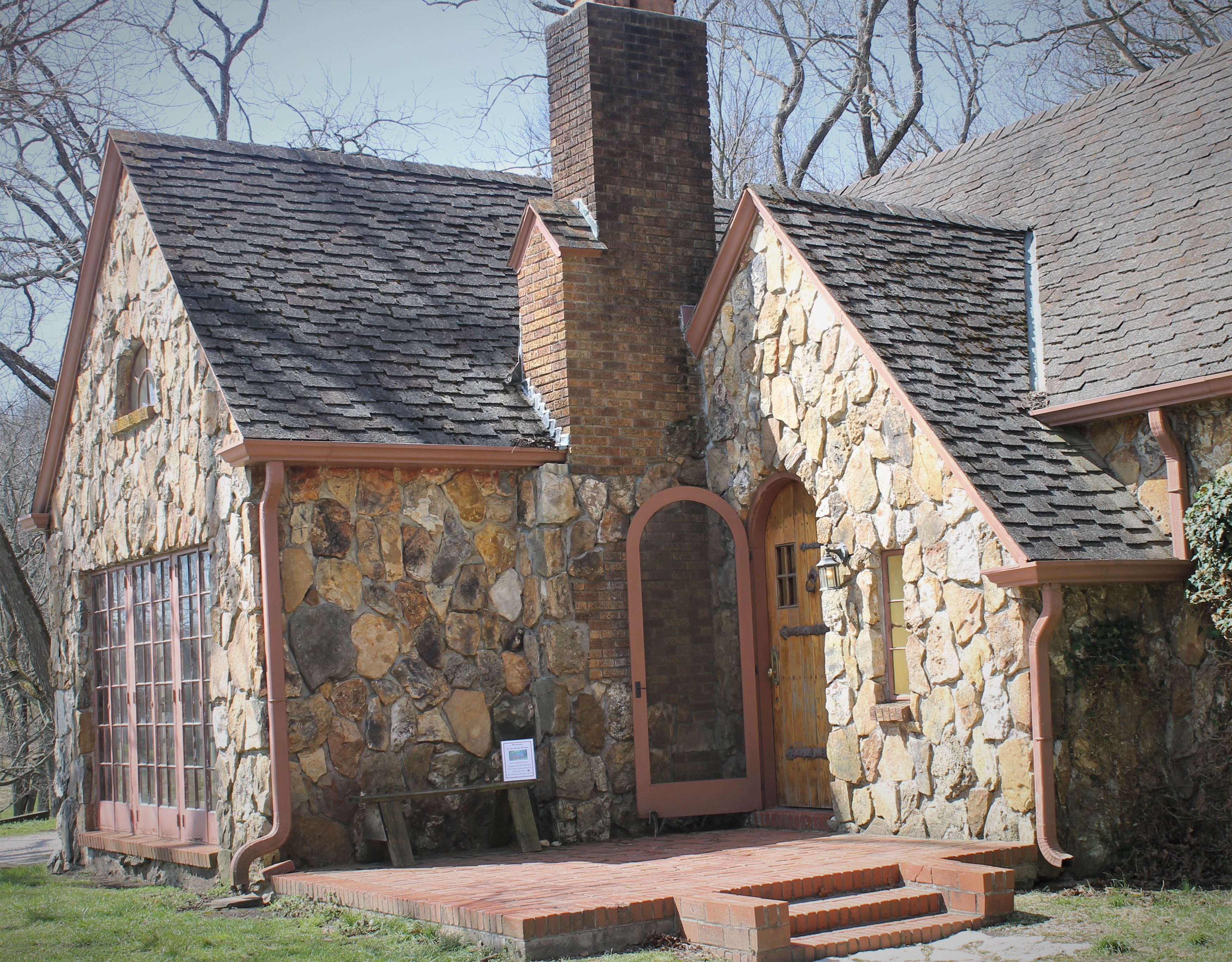
ミズーリ州マンスフィールドのワイルダーの農場の家から少し離れたところにあるロックハウス。レーンが両親のために建てた家で、両親は1930年代の殆どの時期ここに住んだ。

文学史家は、この 2 人の共同作業が、母親のキャリアと同じくらいレーンのキャリアに大きな利益をもたらしたと信じている。レーンの最も人気のある短編小説と彼女の最も商業的に成功した 2 つの小説は、この時点で書かれ、ワイルダーのインガルス・ワイルダー家の民間言い伝えから思い出してた素材に支えられている。
"Let the Hurricane Roar" (ハリケーンの咆哮、後に"Young Pioneers"とタイトルを変更) と"Free Land"(自由の土地)はどちらも、19 世紀後半のダコタでの開拓民の入植の困難と、いわゆる「自由な土地」が実際に入植者の命の節約にどのように損害を与えたかについて取り上げている。サタデー・イブニング・ポスト両方の小説を連載するためにレーンに最高の原稿料を支払い、後に人気のあるラジオドラマにもなった。
両方の本は、レーンの創造的で文学的な絶頂期を飾っている。サタデー イブニング ポストは、1938 年に彼女のベストセラー小説"Free Land"を連載するために 30,000 ドルを支払っている。 (今日の基準で 577,518 ドル)。"Let the Hurricane Roar"は、ヘレン・ヘイズ主演の人気のラジオドラマ化されて、更に売り上げをまし、安定したセールスを記録した。
1938 年、"Free Land"の収益を手にして、レーンは累積した負債をすべて支払うことができた。彼女はコネチカット州ダンベリーに転居し、そこに 3 エーカーの樹木が茂った田舎の家を購入し、そこで残りの人生を過ごした。同時に、「小さな家」シリーズからの印税の増加は、レーンの両親に確実で十分な収入をもたらしていた.。レーンは両親に自動車を購入し、ワイルダー農園の近くにロックハウスを建設するための資金を調達した。彼女の両親は、1930 年代の大半をロック ハウスに住んでいた。

## ジャーナリズムへの復帰と社会批評的な視点

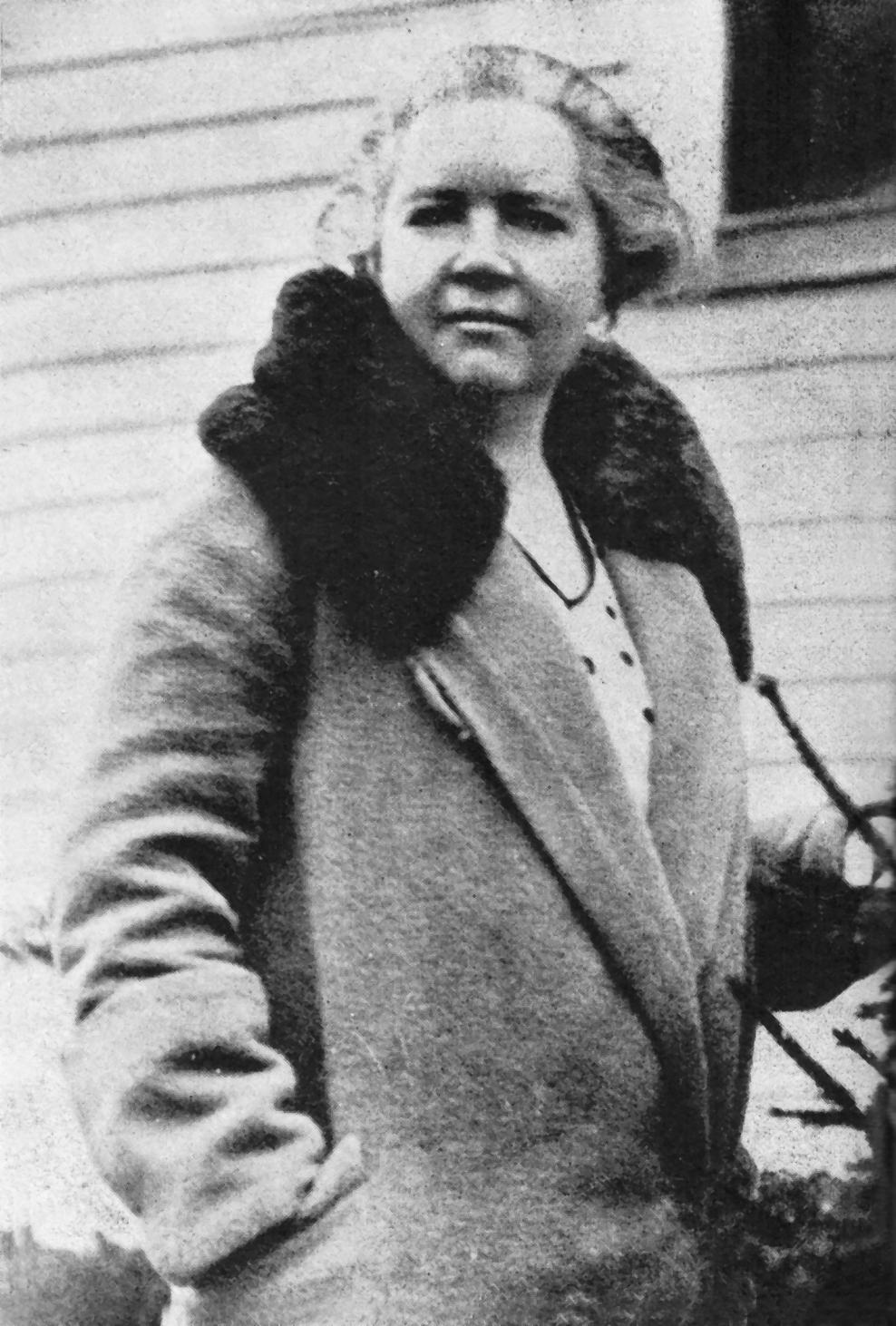
ローズ・ワイルダー・レーン、1933年

第二次世界大戦中、レーンは執筆活動の新たな一時期を楽しんだ。1942 年から 1945 年にかけて、彼女は当時最も広く読まれていたアフリカ系アメリカ人の新聞であったピッツバーグ・クーリエ紙に毎週コラムを執筆した。
レーンは自由放任主義の見解を隠したり削ったりするのではなく、それを読者層に売り込むチャンスをつかんだ。彼女は、聴衆が特に関心を持っているトピックを探した。
彼女の最初の寄稿は、ダブル V キャンペーン (第二次大戦中のアフリカ系かメリカ人に対する戦争への参加キャンペーン、海外でも国内の人種差別へも打ち勝とう)を米国における個人の自由のためのより一般的な戦いの一部として特徴付け、次のように書いている。 "ようやく、ここに私が帰属する場所がある。ここに、平等と自由の価値を知るアメリカ人はいる。"彼女のコラムでは、黒人のサクセス・ストーリーに焦点を当て、起業家精神、自由、創造性に関する幅広いテーマを説明した。その 1 つで、彼女はロバート・リー・ヴァンとヘンリー・フォードの業績を比較した。
ヴァンのぼろきれから富への物語は、「無一文の孤児、軽蔑された少数派の 1 人がピッツバーグ・クーリエを作成し、公に、精力的に、安全に多数派の意見を攻撃できる資本主義社会」における利点を示した。 「何百もの仕事、[...] 物乞いを車に乗せる」。
レーンは、自由放任主義と反人種差別の擁護を結びつけた。彼女が人種問題で表明した見解は、黒人だった仲間の個人主義者で作家のゾラ・ニール・ハーストンの見解と類似していた。彼女のコラムは、人種カテゴリーの恣意性を強調し、個人が中心となるべきことを強調している。レーンは、地球の人口の少数派が惑わされてきた、馬鹿げた、頭の悪そうで、悲惨な人種問題の誤謬に耽る代わりに、彼女は、すべてのアメリカ人にとって、黒人でも白人でも、「自分たちの人種を放棄する」時が来たと信じていた。肌の色で判断することは、階級に基づいて罪悪感や美徳を割り当てた共産主義者に比べられる。レーンの見解では、人種と階級の誤謬は「古いイギリス封建時代の"階級"の区別」に耳を傾けるようなものだというのである。彼女はさらに、フランクリン・D・ルーズベルト大統領のニューディール政策を受け入れた人々を含む集産主義者が、「経済決定論または社会または政府と呼ばれる異教の神々によってすべて制御されている「人種」、「階級」、および「大衆」の空想で若い心を満たした」ことで非難されるべきという信念を持っていた。
ハーストンとパターソンと共に、レーンはルーズベルトの外交政策を批判し、外国での戦争に若者を徴兵することに反対した。

## 晩年と死
レーンは 1940 年代と 1950 年代にリバタリアン運動を開始する際に実践的な役割を果たし 、デュポンの重役ジャスパー・クレーンや作家のフランク・メイヤー、友人であり同僚のアイン・ランドなどの人物と広範な連絡を取り始めた。
彼女は国家経済評議会のために書評を書き、後にフォルカー基金のために書評を書いた。その後、自由主義者のロバート・ルフェーブルが率いるフリーダム・スクールで講義を行い、寛大な資金援助を行った。1957 年に母親が亡くなると、ロッキー・リッジ・ファームの家の所有権は以前に終身借地権で購入した農家に戻り、彼女はその家に住み続けることが出来た。地元の人々は、博物館として使用するために家とその敷地を購入するために非営利団体を結成した。本自体ではなく家をレーンの母親の聖地と見なすことにいくらか戸惑った後、彼女はそれを博物館にすることで、本に長期的な注目を集め、彼女と彼女の個人主義のテーマを維持できると信じるようになった。彼女は家を購入して博物館にするために必要なお金を寄付し、その維持のために毎年多額の寄付をすることに同意し、家族の持ち物の多くをグループに寄付した。
レーンは、ワイルダーの「小さな家」シリーズのますます増えていく印税を相続しているため、彼女は再び世界中何処にでも旅行し、コネチカットの家を徹底的に改装し、改造することができた。また、1960年代には、1965年後半のベトナム戦争地帯のツアーに関するものを含む、いくつかの人気のある雑誌シリーズを発行することにより、彼女自身の稼げる物書きとしてのキャリアを復活させた。
後年、レーンは「女性の日」のためにアメリカの針仕事の歴史を詳述した本を書いた。彼女は、サウスダコタ州からミズーリ州までの 6 週間の旅を記した母親のオリジナルの 1894 年の日記を中心に、自伝的な設定を提供する『帰り道』を編集して出版した。リトルハウスシリーズの頂点として機能することを意図したこの本は、レーンに「その後あの家族にどんなことが起こったのか」と興味津々の読者の要望に答えた結果だった。 彼女は書評をウィリアム・フォルカー基金に寄稿し、『自由の発見』の改訂作業を続けたが、完成することはなかった。
レーンは、後にリバタリアン党の 1976 年の大統領候補となったロジャー・マクブライドの養母であり、メンターでもあった。少年時代に親密な関係を築いた編集者の一人息子を、レーンは、後に彼を将来のリバタリアンの思想的指導者に育てていると語ったことがある。彼女の親しい友人であることに加えて、マクブライドは彼女の弁護士兼ビジネス マネージャーになり、最終的には「小さな家」シリーズと、彼女の死後に彼が構築した数百万ドル規模のフランチャイズの相続人になった。

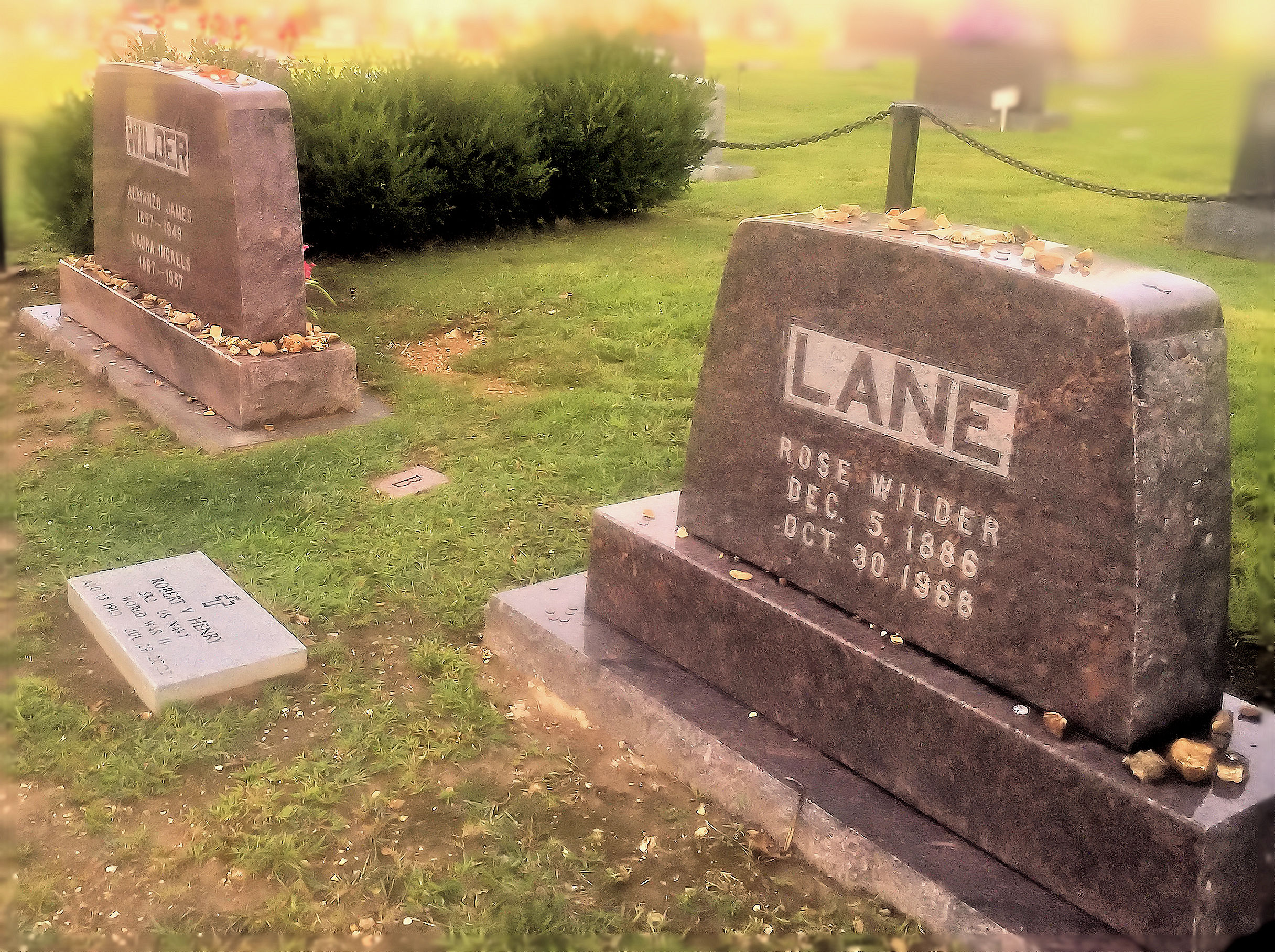
ミズーリ州マンスフィールド墓地の両親の隣にあるレーンの墓地

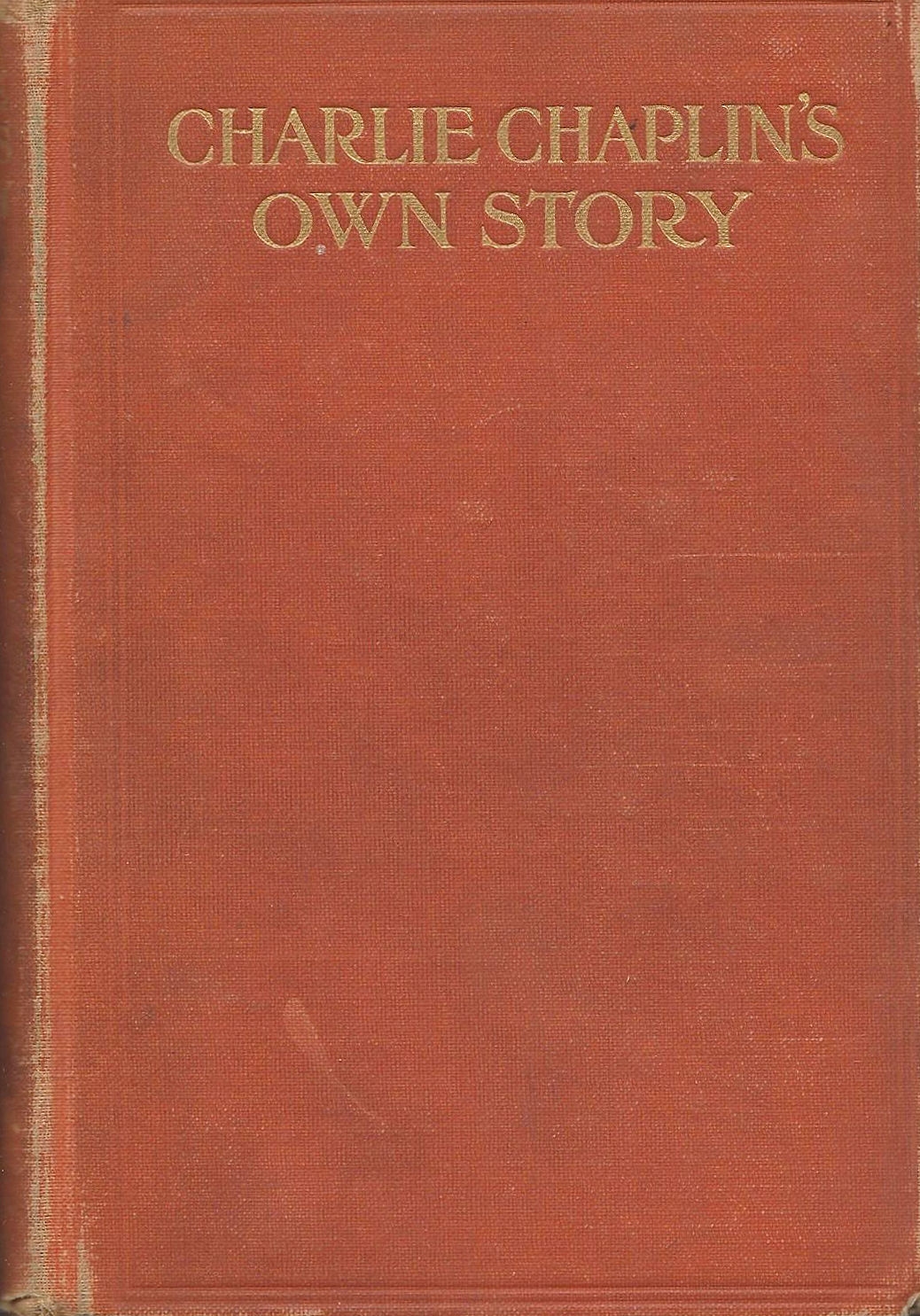
彼女の出版を取りやめたチャーリー・チャップリンの伝記「聴きがたり」("As Told To")1916

レーンの翼の下に庇護された最後の子どもは、彼女のベトナム語通訳の妹だった。少女の知性に感銘を受けたレーンは、彼女を米国に連れて行き、大学への入学を後援した。
レーンは、1968 年 10 月 30 日、3年間のワールド ツアーに出発しようとしていたときに、81歳で眠っている間に亡くなった。彼女はミズーリ州マンスフィールドのマンスフィールド墓地で両親の隣に埋葬された。

## 著作
- The Story of Art Smith (1915, 伝記)
- Charlie Chaplin's Own Story (1916, 伝記y)
- Henry Ford's Own Story (1917, 伝記)
- Diverging Roads (1919, fiction)
- White Shadows on the South Seas (assisted Frederick O'Brien, 1919,旅行記l)
- The Making of Herbert Hoover (1920, 伝記y)
- The Peaks of Shala (1923, 旅行記)
- He Was a Man (1925, fiction)
- Hill-Billy (1925, fiction)
- Gordon Blake (1925, British edition of He Was a Man, fiction)
- Cindy; a romance of the Ozarks (1928, fiction)
- Let the Hurricane Roar (1932, fiction), better known as Young Pioneers
- Old Home Town (1935, fiction)
- Give Me Liberty (1936)
- Credo (1936) shorter version of Give Me Liberty published in Saturday Evening Post
- Free Land (1938, fiction)
- The Discovery of Freedom (1943, political history) adapted in 1947 as The Mainspring of Human Progress
- "What Is This: The Gestapo?" (1943, パンフレット)
- "On the Way Home" (1962)
- The Woman's Day Book of American Needlework (1963)
- Travels With Zenobia: Paris to Albania by Model T Ford (1983, with Helen Dore Boylston), ed. William Holtz ISBN 978-0826203908
- The Rediscovered Writings of Rose Wilder-Lane, Literary Journalist (2007, ed. Amy Mattson Lauters)